# 一之瀬脳神経外科病院
一之瀬脳神経外科病院（いちのせのうしんけいげかびょういん）は長野県松本市島立にある病院。正式名称は『医療法人青樹会一之瀬脳神経外科病院』である。
国道158号沿い長野自動車道松本インターチェンジ南西側に所在し、松本医療圏のみならず、大北医療圏からの脳卒中救急搬送も数多く受け入れている。
脳神経外科が専門であり、信州大学医学部付属病院の非常勤医師による専門外来も行っている。脳ドック・肥満ドックやPET-CT診断も行う。

## 病院長
- 理事長：一之瀬 峻輔（信州大学医学部出身）

## 沿革
- 1992年（平成4年）10月 - 開院。
- 1995年（平成7年）4月 - リハビリテーション棟 完成
- 1999年（平成11年）1月 - 外来棟 増設
- 2001年（平成13年）12月 - MRI棟 増設
- 2005年（平成17年）12月 - PET-CTセンター 開設
- 2008年（平成20年）4月 - 救急脳卒中センター 開設
- 2008年（平成20年）11月 - 通所リハビリテーション 開設
- 2017年（平成29年）12月 - 住宅型有料老人ホーム シニア・メゾン エミレーツ 開設
- 2019年（平成31年）4月 - 回復期リハビリテーション病棟 増設

## 診療時間
- 8：45 - 12：30・13：30 - 17：00（※土曜日午後休診）

## 休診日
- 日曜日と祝日及び土曜日の午後

## 診療科目

### 通常外来
- 脳神経外科
- 神経内科
- リハビリテーション科
- 放射線科
- 形成外科

### 専門外来
- 脳卒中頭痛外来
- 脳卒中糖尿病外来
- 脳卒中循環器外来

### ドック部門
- 脳ドック（毎週水曜日午後・土曜日午前に院長が診察を行う。当日の精密検査も可能。）
  - 簡易脳ドック（項目を減らし、脳神経外科専門医の読影・診断結果を後日郵送する方式。土日祝日も検査可能。）
- 乳がん検診
- 肥満ドック

## 交通アクセス
- 長野自動車道松本インターチェンジから1分
- アルピコ交通上高地線大庭駅徒歩10分
- ぐるっとまつもとバス地域連携バス松本島内線 小宮系統で松本駅アルプス口バス停から17分、一之瀬脳外科医院バス停下車。